# Enedreytes sepicola
Enedreytes sepicola é uma espécie de insetos coleópteros polífagos pertencente à família Anthribidae.
A autoridade científica da espécie é Fabricius, tendo sido descrita no ano de 1792.
Trata-se de uma espécie presente no território português.